# Olesicampe atypica
Olesicampe atypica là một loài tò vò trong họ Ichneumonidae.